# Monarchie sierraléonaise
La monarchie sierraléonaise est le régime politique en vigueur en Sierra Leone entre 1961 et 1971. La Sierra Leone partage alors son monarque avec le Royaume-Uni et d'autres États souverains appelés royaumes du Commonwealth.
Ancienne colonie britannique, la Sierra Leone obtient son indépendance le 27 avril 1961. La reine Élisabeth II reste chef de l'État et est alors spécifiquement titrée « reine de Sierra Leone ». La majorité de ses pouvoirs constitutionnels sont délégués au gouverneur général qui est son représentant dans le pays. En effet, comme d'autres pays du Commonwealth, le système politique sierraléonais est basé sur le système de Westminster, dans lequel le chef de l'État joue un rôle purement honorifique.
La monarchie est abolie le 19 avril 1971, date à laquelle la Sierra Leone devient une république tout en continuant de reconnaître la reine Élisabeth II comme chef du Commonwealth. Le président de la Sierra Leone remplace la reine comme chef d'État.

## Histoire
La Sierra Leone devient indépendante par la loi sur l'indépendance de la Sierra Leone de 1961, votée par le Parlement britannique, qui transforme la colonie de la Sierra Leone en un royaume du Commonwealth. Le duc de Kent représente la reine Élisabeth II à la cérémonie d'indépendance dans le pays, tandis que la princesse Alexandra la représente lors d'un service d'action de grâce organisé à Londres le jour de l'indépendance de la Sierra Leone. À Freetown, le duc de Kent inaugure le nouveau bâtiment du Parlement le 26 avril. La Sierra Leone devient officiellement indépendante le 27 avril à minuit et, plus tard dans la journée, le duc participe à l'ouverture officielle du Parlement, où il remet les instruments constitutionnels à Sir Milton Margaï. Plus tard, Sir Maurice Dorman, gouverneur colonial sortant, prête serment en tant que gouverneur général.
La monarchie sierraléonaise est abolie en 1971, lorsque la Sierra Leone devient une république, le président de la Sierra Leone succédant à Élisabeth II comme chef de l'État. Le pays cesse d'être un royaume du Commonwealth, mais reste membre de l'organisation dirigée par Élisabeth II en tant que république du Commonwealth.

## Rôle constitutionnel
De 1961 à 1971, le dominion de Sierra Leone est l'un des royaumes du Commonwealth qui partagent la même personne comme monarque et chef d'État.

### Pouvoirs exécutif et législatif

Étendard du gouverneur général avec la couronne de saint Édouard.

Après la loi de 1961 sur l'indépendance de la Sierra Leone, le gouvernement britannique ne peut plus conseiller la reine sur les questions relatives à la Sierra Leone. Pour toutes les affaires sierraléonaises, la reine est conseillée uniquement par ses ministres sierraléonais. Elle est représentée dans le pays par un gouverneur général nommé par elle sur avis du Premier ministre sierraléonais. La reine est dotée de vastes pouvoirs constitutionnels, mais dans les faits, tous ces pouvoirs sont exercés par le gouverneur général.
La reine de Sierra Leone et la Chambre des représentants constituent le Parlement de Sierra Leone,. Toutes les lois sierraléonaises ne sont promulguées qu'avec l'octroi de la sanction royale accordée par le gouverneur général au nom de la reine. Le gouverneur général est également chargé de convoquer, de proroger et de dissoudre le Parlement. Le gouverneur général nomme le Conseil des ministres. Tous les ministres sierraléonais sont en fonction au gré du gouverneur général, qui peut les révoquer à sa discrétion.

### Pouvoir judiciaire
Tous les juges sierraléonais sont tenus de réciter un serment d'allégeance à la souveraine lors de leur entrée en fonction.
La plus haute cour d'appel de la Sierra Leone est le Comité judiciaire du Conseil privé,. La reine, et par extension le gouverneur général, peut exercer la « prérogative royale de clémence » et gracier les infractions contre la Couronne, que ce soit avant, pendant ou après un procès.

## Rôle culturel

### Politique étrangère
Les représentants sierraléonais dans les pays étrangers sont accrédités par la souveraine en sa qualité spécifique de reine de Sierra Leone et les diplomates sierraléonais envoyés à l'étranger doivent obtenir l'approbation royale. Les lettres de créance sont officiellement délivrées au nom de la reine.

### Distinctions honorifiques

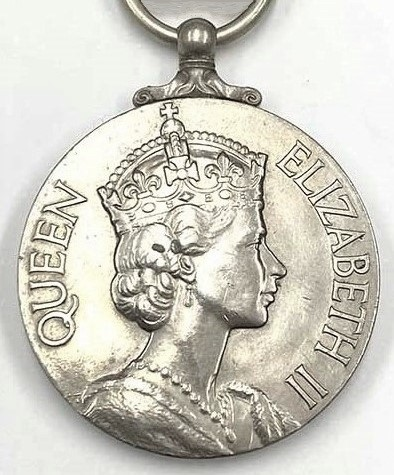
Médaille sierraléonaise à l'effigie d'Élisabeth II, avec une inscription sur l'avers.

Au sein des royaumes du Commonwealth, le monarque est considéré comme le fons honorum (source d'honneurs). Ainsi, la souveraine, en tant que monarque de Sierra Leone, décerne des récompenses et des honneurs en Sierra Leone, en son nom. La plupart d'entre eux sont décernés sur l'avis du gouvernement de Sa Majesté,.

### Forces militaires royales de Sierra Leone
Le gouverneur général est le commandant en chef de la Sierra Leone.
La position de la Couronne au sommet des forces de défense se reflète dans les forces militaires sierraléonaises, connues sous le nom de « Forces militaires royales de Sierra Leone ». Le terme « royales » est supprimé lors de l'abolition de la monarchie.

## Titre de la reine
La reine Élisabeth II possède officiellement un titre différent dans tous les royaumes du Commonwealth. Jusqu'en 1961, la Sierra Leone fait partie de l'Empire britannique, et Élisabeth II y règne en tant que reine du Royaume-Uni. Après l'indépendance, un nouveau titre est adopté, afin de préciser l'aspect distinct de la monarchie sierraléonaise. À partir du 4 janvier 1962, le titre de la reine en Sierra Leone est le suivant :
« Elizabeth the Second, Queen of Sierra Leone and of Her Other Realms and Territories, Head of the Commonwealth. »
« Élisabeth Deux, reine de Sierra Leone et de ses autres royaumes et territoires, chef du Commonwealth. »

## Étendard royal de Sierra Leone

Étendard d'Élisabeth II, reine de Sierra Leone.

Durant son règne sierraléonais, la reine Élisabeth II possède un drapeau personnel en sa qualité de reine de Sierra Leone. Il est utilisé pour la première fois lors de sa visite dans le pays en 1961. Le drapeau reprend les armoiries de Sierra Leone sous forme de bannière, qui représente un lion sous une bordure en zigzag, représentant les montagnes du lion, qui ont donné leur nom au pays. Il montre également trois torches, symbolisant l'éducation et le progrès. À la base, des barres ondulées représentent la mer. Un disque bleu portant le monogramme royal, la lettre « E » couronnée et entourée d'une guirlande de roses dorées, apparaît au centre du drapeau,.

## Visite royale de 1961
Dans son message de Noël de 1958, la reine annonce que le duc d'Édimbourg et elle se rendront en Sierra Leone, à la fin de l'année 1959, mais la visite est reportée en raison de la grossesse de la reine. Élisabeth II et son mari visitent finalement la Sierra Leone du 25 novembre au 1er décembre 1961, près de sept mois après l'indépendance du pays. Le couple arrive à Freetown sur le yacht royal Britannia. À son arrivée, la reine reçoit les clés de Freetown des mains du maire de la ville et arbore pour la première fois son drapeau sierraléonais (voir supra). Lors d'un dîner officiel, le Premier ministre Sir Milton Margaï s'adresse à la reine par ces mots : « Votre visite signifie avant tout que vous êtes pour nous plus qu'un lointain chef du Commonwealth. Vous êtes en effet notre reine et nous avons un droit spécial à votre intérêt, votre sympathie et votre affection ». Élisabeth II, parlant de son Premier ministre, déclare quant à elle : « La Sierra Leone peut s'estimer vraiment chanceuse, car tout en gagnant son indépendance, elle a trouvé un dirigeant sage, expérimenté et dévoué à son peuple ». À la fin de la visite royale, une garden-party est organisée à la résidence officielle du Premier ministre.